# Agrias decyanea
Agrias decyanea är en fjärilsart som beskrevs av Friedrich Wilhelm Niepelt 1913. Agrias decyanea ingår i släktet Agrias och familjen praktfjärilar. Inga underarter finns listade i Catalogue of Life.